# Capitellidae
Famille
Les Capitellidae sont une famille de vers annélides polychètes.

## Liste des genres
Selon World Register of Marine Species (15 avril 2015) :
- genre Abyssocapitella Buzhinskaja & Smirnov, 2000
- genre Amastigos Piltz, 1977
- genre Anotomastus Hartman, 1947
- genre Baldia Garwood & Bamber, 1988
- genre Barantolla Southern, 1921
- genre Capitella Blainville, 1828
- genre Capitellethus Chamberlin, 1919
- genre Capitellides Mesnil, 1897
- genre Capitita Hartman, 1947
- genre Capitobranchus Day, 1962
- genre Dasybranchethus Monro, 1931
- genre Dasybranchus Grube, 1850
- genre Decamastus Hartman, 1963
- genre Dodecamastus Blake in Blake, Hilbig & Scott, 2000
- genre Dodecaseta McCammon & Stull, 1978
- genre Eisigella Gravier, 1901
- genre Eunotomastus McIntosh, 1885
- genre Heteromastides Augener, 1914
- genre Heteromastus Eisig, 1887
- genre Leiocapitella Hartman, 1947
- genre Leiocapitellides Hartmann-Schröder, 1960
- genre Leiochrides Augener, 1914
- genre Leiochrus Ehlers, 1908
- genre Lombricus Vérany, 1846
- genre Lumbricomastus Thomassin, 1970
- genre Lumbriconais Örsted, 1842
- genre Mastobranchus Eisig, 1887
- genre Mediomastus Hartman, 1944
- genre Neoheteromastus Hartman, 1960
- genre Neomediomastus Hartman, 1969
- genre Neonotomastus Fauchald, 1972
- genre Neopseudocapitella Rullier & Amoureux, 1979
- genre Nonatus Amaral, 1980
- genre Notodasus Fauchald, 1972
- genre Notomastus Sars, 1850
- genre Octocapitella Brown, 1987
- genre Paracapitella Kirkegaard, 1983
- genre Parheteromastides Hartmann-Schröder, 1962
- genre Parheteromastus Monro, 1937
- genre Peresiella Harmelin, 1968
- genre Polymastigos Green, 2002
- genre Promastobranchus Gallardo, 1968
- genre Pseudocapitella Fauvel, 1913
- genre Pseudoleiocapitella Harmelin, 1964
- genre Pseudomastus Capaccioni-Azzati & Martin, 1992
- genre Pseudonotomastus Warren & Parker, 1994
- genre Rashgua Wesenberg-Lund, 1949
- genre Saenuris
- genre Scyphoproctus Gravier, 1904
- genre Undecimastus Amoureux, 1983

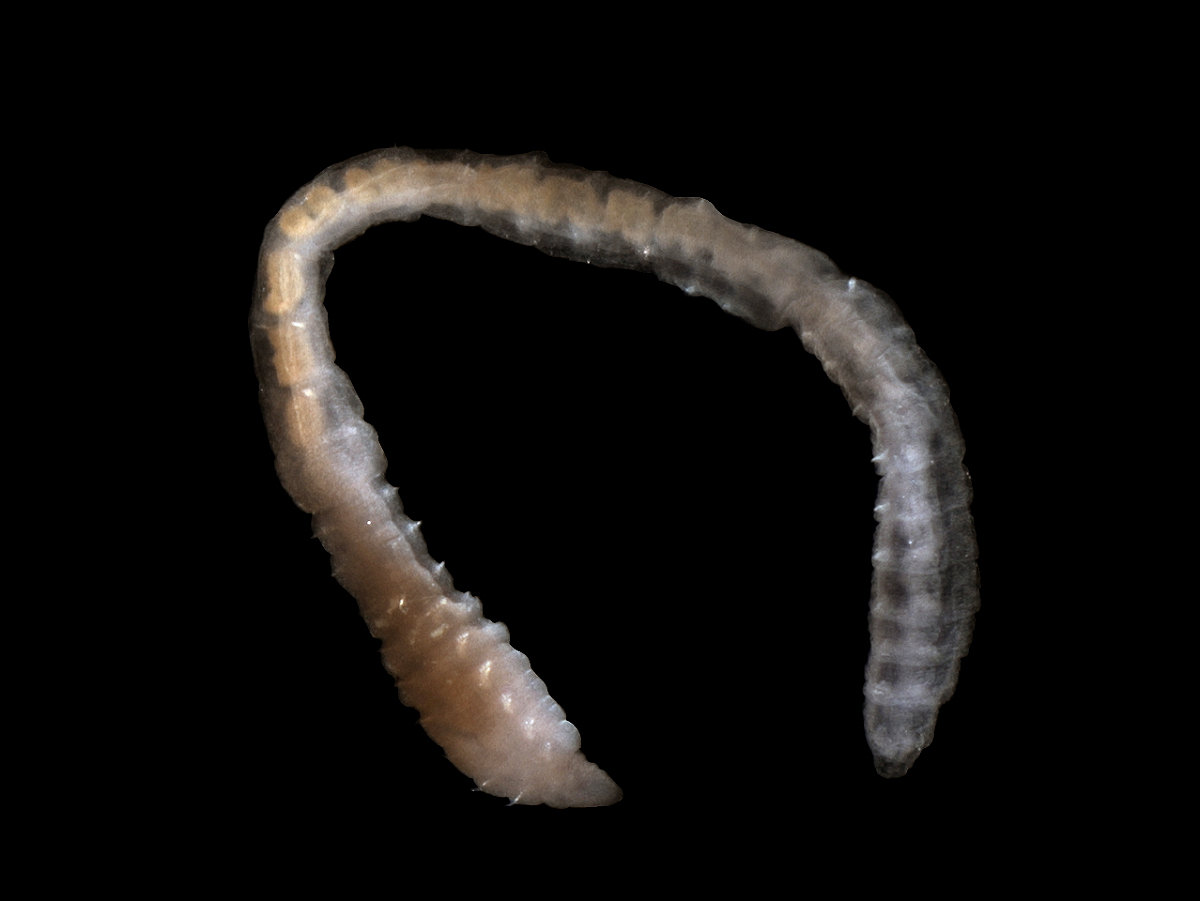
Capitella capitata
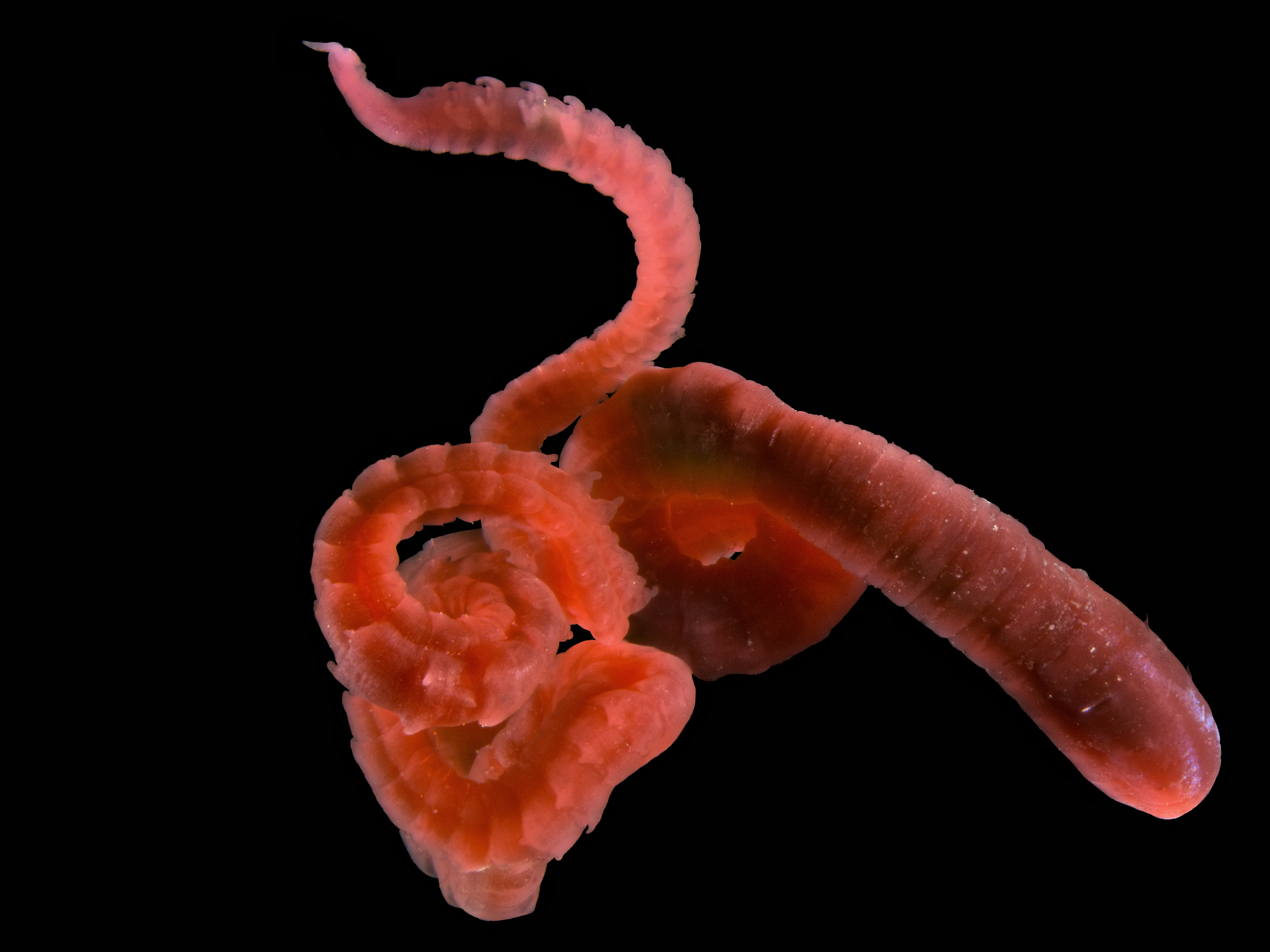
Heteromastus filiformis